# Olympische Sommerspiele 2016/Teilnehmer (Kenia)
| Gelbes Symbol für Goldmedaillen mit stilisierten Olympischen Ringen | Graues Symbol für Silbermedaillen mit stilisierten Olympischen Ringen | Braundes Symbol für Bronzemedaillen mit stilisierten Olympischen Ringen |
| ------------------------------------------------------------------- | --------------------------------------------------------------------- | ----------------------------------------------------------------------- |
| 6                                                                   | 6                                                                     | 1                                                                       |

Kenia nahm an den Olympischen Spielen 2016 in Rio de Janeiro teil. Es war die insgesamt 14. Teilnahme an Olympischen Sommerspielen. Insgesamt wurden 89 Athleten in 7 Sportarten nominiert.

## Teilnehmer nach Sportarten

### Bogenschießen
| Athleten       | Wettbewerb | Qualifikation | Qualifikation | 1. Runde  | 1. Runde     | 2. Runde      | 2. Runde      | Achtelfinale  | Achtelfinale  | Viertelfinale | Viertelfinale | Halbfinale    | Halbfinale    | Finale        | Finale        | Rang |
| Athleten       | Wettbewerb | Ringe         | Rang          | Gegner    | Ergebnis     | Gegner        | Ergebnis      | Gegner        | Ergebnis      | Gegner        | Ergebnis      | Gegner        | Ergebnis      | Gegner        | Ergebnis      | Rang |
| -------------- | ---------- | ------------- | ------------- | --------- | ------------ | ------------- | ------------- | ------------- | ------------- | ------------- | ------------- | ------------- | ------------- | ------------- | ------------- | ---- |
| Frauen         |            |               |               |           |              |               |               |               |               |               |               |               |               |               |               |      |
| Shehzana Anwar | Einzel     | 579           | 62            | Ki Bo-bae | 1:7 (99:105) | ausgeschieden | ausgeschieden | ausgeschieden | ausgeschieden | ausgeschieden | ausgeschieden | ausgeschieden | ausgeschieden | ausgeschieden | ausgeschieden | 33   |

### Boxen
| Athleten           | Wettbewerb                   | 1. Runde                | 1. Runde | Achtelfinale   | Achtelfinale  | Viertelfinale     | Viertelfinale | Halbfinale    | Halbfinale    | Finale        | Finale        | Rang          |
| Athleten           | Wettbewerb                   | Gegner                  | Ergebnis | Gegner         | Ergebnis      | Gegner            | Ergebnis      | Gegner        | Ergebnis      | Gegner        | Ergebnis      | Rang          |
| ------------------ | ---------------------------- | ----------------------- | -------- | -------------- | ------------- | ----------------- | ------------- | ------------- | ------------- | ------------- | ------------- | ------------- |
| Männer             |                              |                         |          |                |               |                   |               |               |               |               |               |               |
| Peter Mungai Warui | Halbfliegengewicht bis 49 kg | Freilos                 | Freilos  | Lü Bin         | 2:1           | Joahnys Argilagos | 0:3           | ausgeschieden | ausgeschieden | ausgeschieden | ausgeschieden | ausgeschieden |
| Benson Gicharu     | Bantamgewicht bis 56 kg      | Erdenebatyn Tsendbaatar | 0:3      | ausgeschieden  | ausgeschieden | ausgeschieden     | ausgeschieden | ausgeschieden | ausgeschieden | ausgeschieden | ausgeschieden | ausgeschieden |
| Rayton Okwiri      | Weltergewicht bis 69 kg      | Andrei Samkowoi         | 2:1      | Mohammed Rabii | 0:3           | ausgeschieden     | ausgeschieden | ausgeschieden | ausgeschieden | ausgeschieden | ausgeschieden | ausgeschieden |

### Gewichtheben
| Athleten    | Wettbewerb       | Reißen  | Reißen | Stoßen  | Stoßen | Zweikampf | Zweikampf | Rang |
| Athleten    | Wettbewerb       | Gewicht | Rang   | Gewicht | Rang   | Gewicht   | Rang      | Rang |
| ----------- | ---------------- | ------- | ------ | ------- | ------ | --------- | --------- | ---- |
| Männer      |                  |         |        |         |        |           |           |      |
| James Adede | Klasse bis 94 kg | 116 kg  | 17     | 140 kg  | 17     | 256 kg    | 17        | 17   |

### Judo
| Athleten       | Wettbewerb | 1. Runde | 1. Runde    | 2. Runde      | 2. Runde      | Viertelfinale | Viertelfinale | Halbfinale / Trostrunde | Halbfinale / Trostrunde | Finale / Platz 3 | Finale / Platz 3 | Rang |
| Athleten       | Wettbewerb | Gegner   | Ergebnis    | Gegner        | Ergebnis      | Gegner        | Ergebnis      | Gegner                  | Ergebnis                | Gegner           | Ergebnis         | Rang |
| -------------- | ---------- | -------- | ----------- | ------------- | ------------- | ------------- | ------------- | ----------------------- | ----------------------- | ---------------- | ---------------- | ---- |
| Männer         |            |          |             |               |               |               |               |                         |                         |                  |                  |      |
| Kiplangat Sang | bis 90 kg  | K. Tóth  | 000s4:100s1 | ausgeschieden | ausgeschieden | ausgeschieden | ausgeschieden | ausgeschieden           | ausgeschieden           | ausgeschieden    | ausgeschieden    | 17   |

### Leichtathletik
Laufen und Gehen 
| Athleten                  | Wettbewerb       | Runde 1         | Runde 1         | Halbfinale      | Halbfinale      | Finale          | Finale          | Rang            |
| Athleten                  | Wettbewerb       | Zeit            | Rang            | Zeit            | Rang            | Zeit            | Rang            | Rang            |
| ------------------------- | ---------------- | --------------- | --------------- | --------------- | --------------- | --------------- | --------------- | --------------- |
| Frauen                    |                  |                 |                 |                 |                 |                 |                 |                 |
| Winny Chebet              | 800 m            | 2:01,65 min     | 39              | 2:01,90 min     | 21              | ausgeschieden   | ausgeschieden   | 21              |
| Eunice Jepkoech Sum       | 800 m            | 1:59,83 min     | 12              | 2:00,88 min     | 19              | ausgeschieden   | ausgeschieden   | 19              |
| Margaret Wambui           | 800 m            | 1:59,66 min     | 8               | 1:59,21 min     | 7               | 1:56,89 min     | 3               | Bronze          |
| Nancy Chepkwemoi          | 1500 m           | 4:15,41 min     | 35              | ausgeschieden   | ausgeschieden   | ausgeschieden   | ausgeschieden   | 35              |
| Faith Kipyegon            | 1500 m           | 4:06,65 min     | 6               | 4:03,95 min     | 3               | 4:08,92 min     | 1               | Gold            |
| Viola Cheptoo Lagat       | 1500 m           | 4:08,09 min     | 13              | 4:06,83 min     | 14              | ausgeschieden   | ausgeschieden   | 14              |
| Mercy Cherono             | 5000 m           | 15:19,56 min    | 9               | –               | –               | 14:42,89 min    | 4               | 4               |
| Vivian Cheruiyot          | 5000 m           | 15:17,74 min    | 3               | –               | –               | 14:26,17 min    | 1               | Gold            |
| Hellen Obiri              | 5000 m           | 15:19,38 min    | 7               | –               | –               | 14:29,77 min    | 2               | Silber          |
| Alice Aprot               | 10.000 m         | –               | –               | –               | –               | 29:53,51 min    | 4               | 4               |
| Vivian Cheruiyot          | 10.000 m         | –               | –               | –               | –               | 29:32,53 min    | 2               | Silber          |
| Betsy Saina               | 10.000 m         | –               | –               | –               | –               | 30:07,78 min    | 5               | 5               |
| Visiline Jepkesho         | Marathon         | –               | –               | –               | –               | 2:46:05 h       | 86              | 86              |
| Helah Kiprop              | Marathon         | –               | –               | –               | –               | nicht beendet   | nicht beendet   | –               |
| Jemima Jelagat Sumgong    | Marathon         | –               | –               | –               | –               | 2:24:04 h       | 1               | Gold            |
| Grace Wanjiru Njue        | 20 km Gehen      | –               | –               | –               | –               | 1:37:49 h       | 42              | 42              |
| Maureen Jelagat Maiyo     | 400 m Hürden     | 57,97 s         | 39              | ausgeschieden   | ausgeschieden   | ausgeschieden   | ausgeschieden   | 39              |
| Beatrice Chepkoech        | 3000 m Hindernis | 9:17,55 min     | 2               | –               | –               | 9:16,05 min     | 4               | 4               |
| Hyvin Kiyeng              | 3000 m Hindernis | 9:24,61 min     | 10              | –               | –               | 9:07,12 min     | 2               | Silber          |
| Lydia Rotich              | 3000 m Hindernis | 9:30,21 min     | 13              | –               | –               | 9:29,90 min     | 13              | 13              |
| Männer                    |                  |                 |                 |                 |                 |                 |                 |                 |
| Mike Mokamba              | 200 m            | nicht gestartet | nicht gestartet | nicht gestartet | nicht gestartet | nicht gestartet | nicht gestartet | nicht gestartet |
| Carvin Nkanata            | 200 m            | 21,43 s         | 72              | ausgeschieden   | ausgeschieden   | ausgeschieden   | ausgeschieden   | 72              |
| Raymond Kibet             | 400 m            | 46,15 s         | 35              | ausgeschieden   | ausgeschieden   | ausgeschieden   | ausgeschieden   | 35              |
| Alphas Kishoyian          | 400 m            | 46,74 s         | 42              | ausgeschieden   | ausgeschieden   | ausgeschieden   | ausgeschieden   | 42              |
| Alex Sampao               | 400 m            | 46,62 s         | 40              | ausgeschieden   | ausgeschieden   | ausgeschieden   | ausgeschieden   | 40              |
| Alfred Kipketer           | 800 m            | 1:46,61 min     | 15              | 1:44,38 min     | 5               | 1:46,02 min     | 7               | 7               |
| Ferguson Cheruiyot Rotich | 800 m            | 1:46,00 min     | 9               | 1:44,65 min     | 8               | 1:43,55 min     | 5               | 5               |
| David Rudisha             | 800 m            | 1:45,09 min     | 1               | 1:43,88 min     | 3               | 1:42,15 min     | 1               | Gold            |
| Asbel Kiprop              | 1500 m           | 3:38,97 min     | 10              | 3:39,73 min     | 4               | 3:50,87 min     | 6               | 6               |
| Ronald Kwemoi             | 1500 m           | 3:38,33 min     | 2               | 3:39,42 min     | 1               | 3:56,76 min     | 13              | 13              |
| Elijah Manangoi           | 1500 m           | 3:46,83 min     | 26              | nicht gestartet | nicht gestartet | ausgeschieden   | ausgeschieden   | 32              |
| Isiah Koech               | 5000 m           | 13:25,15 min    | 14              | –               | –               | ausgeschieden   | ausgeschieden   | 17              |
| Charles Muneria           | 5000 m           | 13:30,95 min    | 27              | –               | –               | ausgeschieden   | ausgeschieden   | 27              |
| Caleb Ndiku               | 5000 m           | 13:26,63 min    | 18              | –               | –               | ausgeschieden   | ausgeschieden   | 18              |
| Geoffrey Kamworor         | 10.000 m         | –               | –               | –               | –               | 27:31,94 min    | 11              | 11              |
| Bedan Karoki              | 10.000 m         | –               | –               | –               | –               | 27:22,93 min    | 7               | 7               |
| Paul Kipngetich Tanui     | 10.000 m         | –               | –               | –               | –               | 27:05,64 min    | 2               | Silber          |
| Stanley Kipleting Biwott  | Marathon         | –               | –               | –               | –               | nicht beendet   | nicht beendet   | –               |
| Eliud Kipchoge            | Marathon         | –               | –               | –               | –               | 2:08:44 h       | 1               | Gold            |
| Wesley Korir              | Marathon         | –               | –               | –               | –               | nicht beendet   | nicht beendet   | –               |
| Samuel Gathimba           | 20 km Gehen      | –               | –               | –               | –               | nicht beendet   | nicht beendet   | –               |
| Simon Wachira             | 20 km Gehen      | –               | –               | –               | –               | nicht beendet   | nicht beendet   | –               |
| Nicholas Bett             | 400 m Hürden     | disqualifiziert | disqualifiziert | ausgeschieden   | ausgeschieden   | ausgeschieden   | ausgeschieden   | –               |
| Aron Koech                | 400 m Hürden     | 48,77 s         | 8               | 48,49 s         | 5               | 49,09 s         | 7               | 7               |
| Boniface Tumuti           | 400 m Hürden     | 48,91 s         | 9               | 48,85 s         | 10              | 47,78 s         | 2               | Silber          |
| Ezekiel Kemboi            | 3000 m Hindernis | 8:25,51 min     | 8               | –               | –               | disqualifiziert | disqualifiziert | 12              |
| Brimin Kiprop Kipruto     | 3000 m Hindernis | 8:26,25 min     | 10              | –               | –               | 8:18,79 min     | 7               | 7               |
| Conseslus Kipruto         | 3000 m Hindernis | 8:21,40 min     | 1               | –               | –               | 8:03,28 min     | 1               | Gold            |

 Springen und Werfen 
| Athleten    | Wettbewerb | Qualifikation | Qualifikation | Finale     | Finale | Rang   |
| Athleten    | Wettbewerb | Weite/Höhe    | Rang          | Weite/Höhe | Rang   | Rang   |
| ----------- | ---------- | ------------- | ------------- | ---------- | ------ | ------ |
| Männer      |            |               |               |            |        |        |
| Julius Yego | Speerwurf  | 83,55 m       | 5             | 88,24 m    | 2      | Silber |

### Rugby
| Wettbewerb         | Frauen | Männer |
| ------------------ | --- | --- |
| Athleten           | Rachael Adhiambo Mbogo Stacy Awour Otieno Linet Arasa Janet Awuor Awino Doreen Remour Nziwa Sheila Kavugwe Chajira Janet Musindalo Okelo Camilyne Oyuayo Irene Awino Otieno Philadelphia Olando Catherine Awino Abilla Celestine Navalayo Masinde | Oscar Ayodi Bush Mwale Oscar Ouma Achieng Lugonzo Ligamy Billy Odhiambo Humphrey Kayange Biko Adema Andrew Amonde Dennis Ombachi Samuel Oliech Collins Injera Willy Ambaka |
| Trainer            | Michael Mulima | Benjamin Ayimba |
| Gruppenphase       | Neuseeland (0:52) Frankreich (7:40) Spanien (10:19) | Großbritannien (7:31) Neuseeland (5:28) Japan (7:31) |
| Viertelfinale      | – | – |
| Halbfinale         | – | – |
| Finale             | – | – |
| Platzierungsspiele | Japan (0:24) Kolumbien (22:10) | Spanien (12:14) Brasilien (24:0) |
| Platzierung        | 11. Platz | 11. Platz |

### Schwimmen
| Athleten       | Wettbewerb   | Vorlauf     | Vorlauf | Halbfinale    | Halbfinale    | Finale        | Finale        | Rang |
| Athleten       | Wettbewerb   | Zeit        | Rang    | Zeit          | Rang          | Zeit          | Rang          | Rang |
| -------------- | ------------ | ----------- | ------- | ------------- | ------------- | ------------- | ------------- | ---- |
| Frauen         |              |             |         |               |               |               |               |      |
| Talisa Lanoe   | 100 m Rücken | 1:10,02 min | 33      | ausgeschieden | ausgeschieden | ausgeschieden | ausgeschieden | 33   |
| Männer         |              |             |         |               |               |               |               |      |
| Hamdan Bayusuf | 100 m Rücken | 1:00,28 min | 38      | ausgeschieden | ausgeschieden | ausgeschieden | ausgeschieden | 38   |